# Pryamobalka
Pryamobalka  (ucraniano: Прямобалка) es una localidad del Raión de Bolhrad en el Óblast de Odesa de Ucrania. Según el censo de 2001, tiene una población de 1075 habitantes.